# Pusztás
Pusztás (más néven Pusztó, szlovákul: Pusté) Feketebalog településrésze Szlovákiában, a Besztercebányai kerületben, a Breznóbányai járásban.

## Fekvése
Breznóbányától 10 km-re délkeletre, Feketebalog központjától 2 km-re délkeletre, a Fekete-Garam partján fekszik.

## Története
Fényes Elek 1851-ben kiadott geográfiai szótárában így ír a faluról: „Puszta, népes puszta, Zólyom vmegyében, Baloghoz egy óra: 61 kath. lak.”
A trianoni diktátumig Zólyom vármegye Breznóbányai járásához tartozott.

## Külső hivatkozások
- Pusztás Szlovákia térképén

## Lásd még
- Feketebalog
- Dobrocs
- Karám
- Medvés
- Vidrás
- Zólyomjánosi